# Bakkestjerne (Conyza)
Bakkestjerne (Conyza) er en lille slægt med ca. 6 arter, der er udskilt af slægten Bakkestjerne (Erigeron). De er udbredt i Østasien og Nordamerika, men flere af arterne er naturaliseret og optræder som et plagsomt ukrudt. Det er enårige urter, stauder eller (sjældent) buske med en opret, stiv vækst. Stænglerne er hårløse og forgrenede mod toppen, og bladene er spredtstillede. De små kurveblomster er næsten farveløse, men sidder samlet i endestillede toppe. Her omtales kun den ene art, som er blevet et ukrudt i Danmark.
| Arter |

- Canadisk Bakkestjerne (Conyza canadensis)